# Sidi Barani

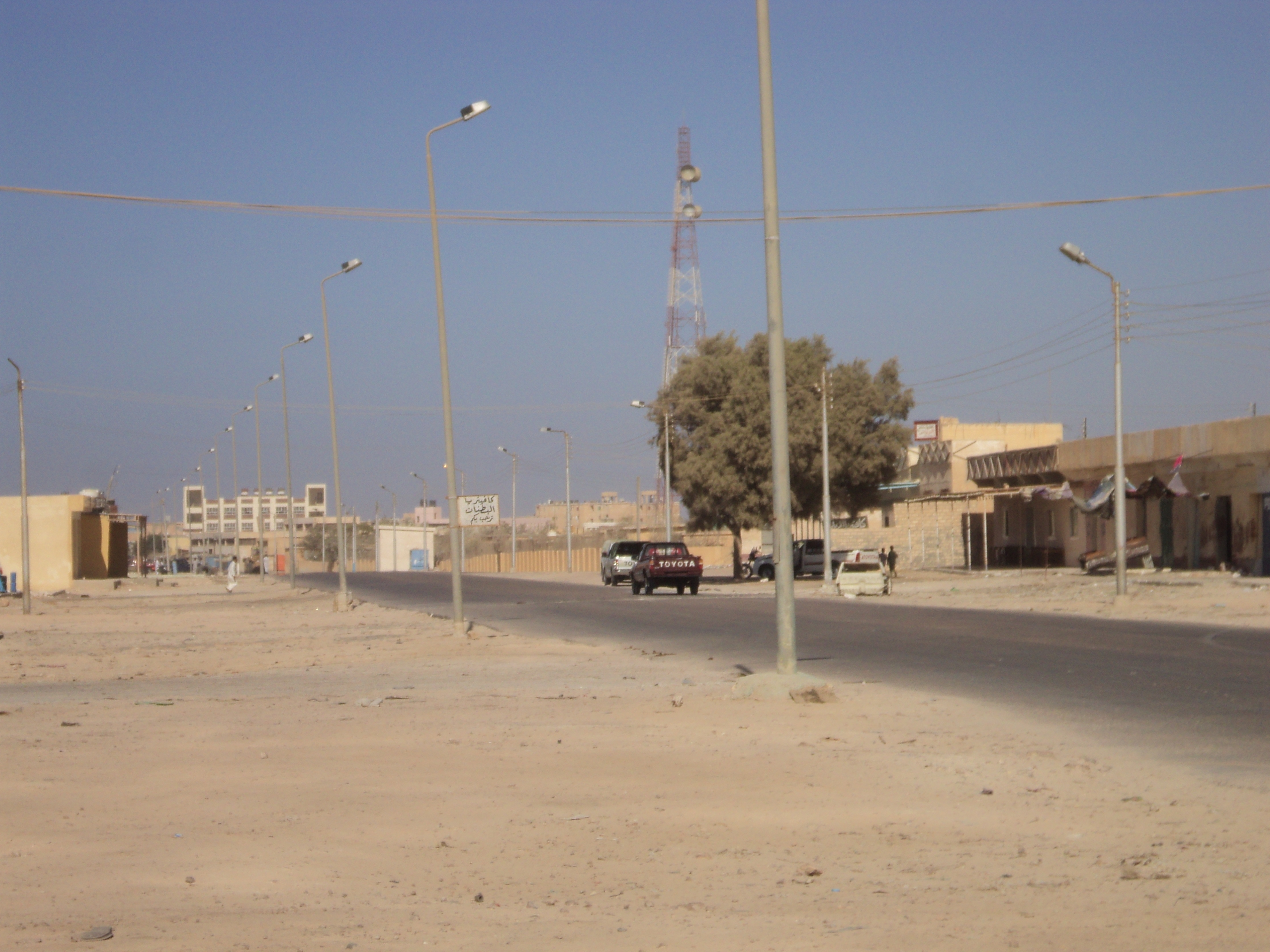
Sidi Barani

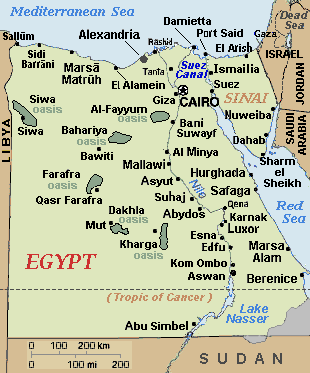
Mapa que mostra Sidi Barrani al nord-oest d'Egipte

Sidi el-Barani o Sidi Barani (àrab: سيدي برّاني, Sīdī Barrānī) és un petit poble de la governació de Matruh situat a la costa mediterrània d'Egipte, al nord i a 320 km d'Alexandria, molt a prop de la frontera amb Líbia i a l'oest de Marsa Matruh. La seva activitat principal econòmica és la pesca i el comerç beduí. La proximitat amb la frontera de Líbia li va fer tenir un paper important en els combats durant la Segona Guerra Mundial, especialment a l'Operació Crusader. Conté un cementiri dedicat als soldats de la 14a Brigada Sud-africana.